# Pescatori di corpi
Pour plus de détails, voir Fiche technique et Distribution.
Pescatori di corpi est un film documentaire suisse réalisé par Michele Pennetta et sorti en 2016. 

## Fiche technique
- Titre : Pescatori di corpi
- Réalisation : Michele Pennetta
- Scénario : Michele Pennetta et Christian Tarabini
- Photographie : Gabriel Lobos
- Son : Riccardo Studer
- Montage :  Orsola Valenti
- Pays de production :  Suisse
- Genre : documentaire
- Durée : 64 minutes
- Dates de sortie : 
  - Suisse : août 2016 (présentation au Festival international du film de Locarno)[1]
  - France : août 2018[2]

## Sélection
- Festival international du film de Locarno 2016[3]